# Katelyn Nacon
Katelyn Nacon, née le 11 juin 1999 à Atlanta, est une actrice et auteure-compositrice-interprète américaine.
Katelyn Nacon se fait connaître en 2015 en interprétant le personnage d'Enid dans la série télévisée à succès The Walking Dead.

## Biographie
Katelyn Nacon commence sa carrière dans le film Loving Generously puis fait une apparition dans la série télévisée Resurrection.
En 2014, elle apparaît dans le court métrage humoristique Too Many Cooks de la chaine de télévision Adult Swim.
En 2015, elle devient célèbre grâce à son rôle d’Enid dans la série télévisiée The Walking Dead,.
En mars 2015, Katelyn Nacon sort son album EP intitulé Love in May.

## Filmographie

### Cinéma

#### Longs métrages
- 2013 : Second Chances de Rondell Sheridan : Cami
- 2013 : Psychology of Secrets de Debbie Harmon : Patti
- 2014 : Another Assembly de Rondell Sheridan : Mya
- 2024 : À feu doux (Familiar Touch) de Sarah Friedland : Sophie

#### Courts métrages
- 2013 : In the Midst : Fille
- 2014 : Too Many Cooks : Chloe Cook
- 2016 : Penguin Flu : Britney

### Télévision

#### Séries télévisées
- 2014 : Resurrection : Fille (saison 1, épisode 4)
- 2015 - 2019 : The Walking Dead : Enid (51 épisodes)
- 2016 - 2018 : T@gged : Elisia Brown (35 épisodes)
- 2019 : Light as a Feather : Sammi Karras (12 épisodes)